# Absidă

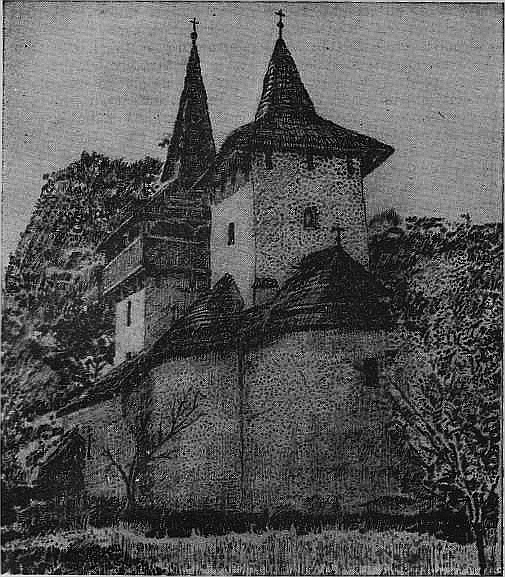
Absidă circulară (biserica ortodoxă din Gurasada)

Absida (din franceză: abside,  din latină absis „arc, boltă” din greaca veche ἀψίς apsis „arc”) este o nișă semicirculară care închidea nava principală a unei bazilici romane și în care se așezau scaunele judecătorilor. În arhitectura creștină este o nișă boltită, semicirculară, pătrată sau poligonală, așezată în prelungirea navei mediane, opusă intrării și rezervată altarului.
Absida principală, orientată spre est, adăpostește altarul și este rezervată clerului și celorlalți oficianți ai cultului.
Aceasta comunică cu nava centrală sau cu naosul fie direct, fie prin intermediul unui cor sau al transeptului. Există abside laterale (în nordul și sudul absidei centrale) și abside tăiate în pereții nordic și sudic al bisericilor.
Absidele laterale sunt dispuse la nord și la sud. Rar poate apărea în extremitatea vestică a edificiului o altă absidă, numită contraabsidă.
În arhitectura bizantină sunt frecvente abside semicirculare la interior și poligonale la exterior.
În arhitectura romanică, absida este semicirculară atât la interior cât și la exterior.
Arhitectura gotică timpurie de tip cistercian folosește absida dreptunghiulară.
În goticul matur și cel târziu, este generalizată absida poligonală la interior și exterior.

## Paronimie
- Apsidă

## Galerie imagini

Părțile principale ale bisericilor catolice
Nava centrală
Nave laterale
Aulă (sală)
Transept
Prezbiteriu
Deambulatoriu
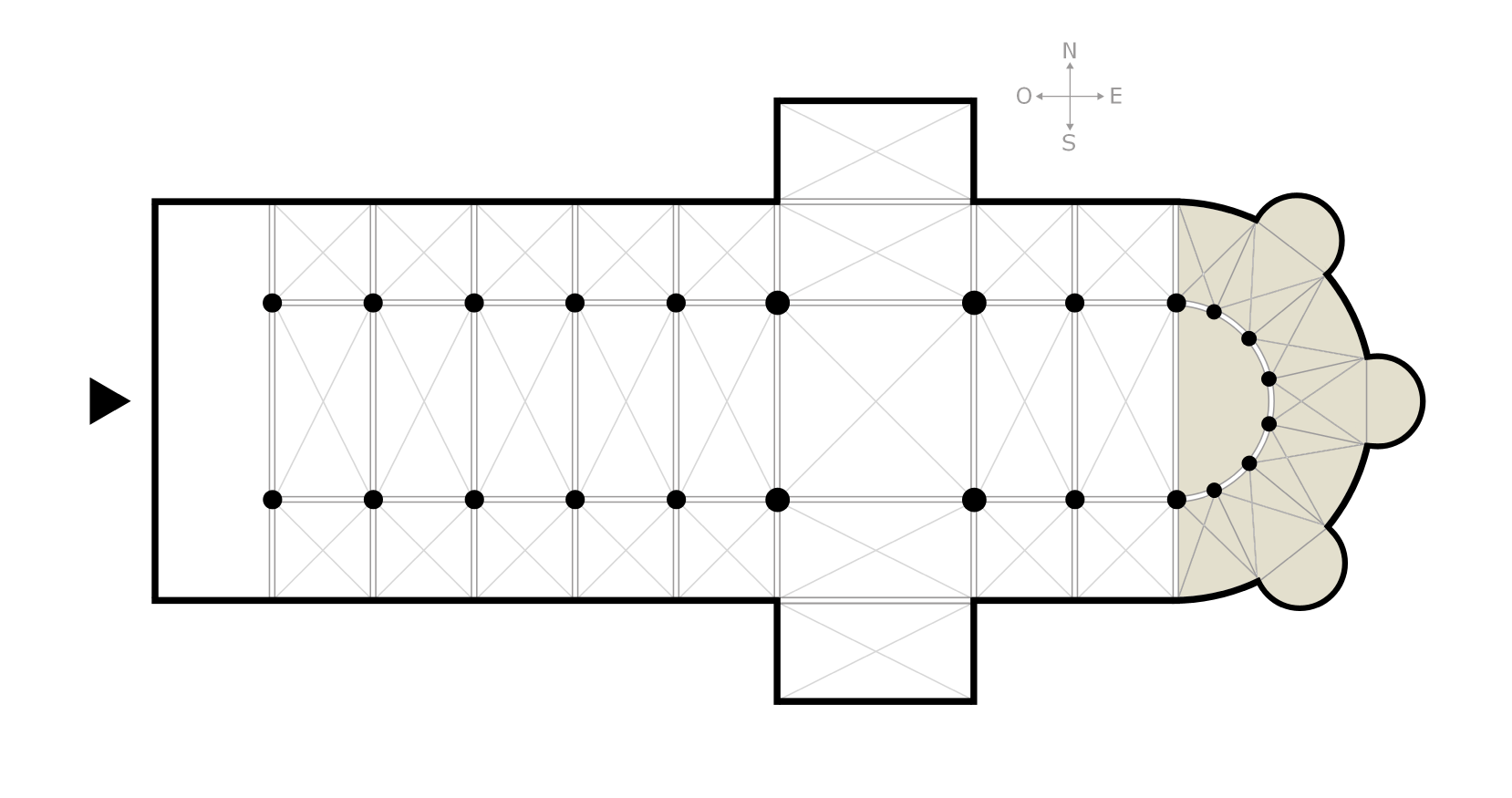
Absidă

## Vezi și
- Glosar de arhitectură